# Manuel Estiarte
Manuel Estiarte i Duocastella (Manresa, 1961. október 26. –) olimpiai és világbajnok spanyol válogatott katalán vízilabdázó.